# Euonymus barberi
Euonymus barberi là một loài thực vật có hoa trong họ Dây gối. Loài này được Murugan & Manickam mô tả khoa học đầu tiên năm 2006.